# Temporizzatore

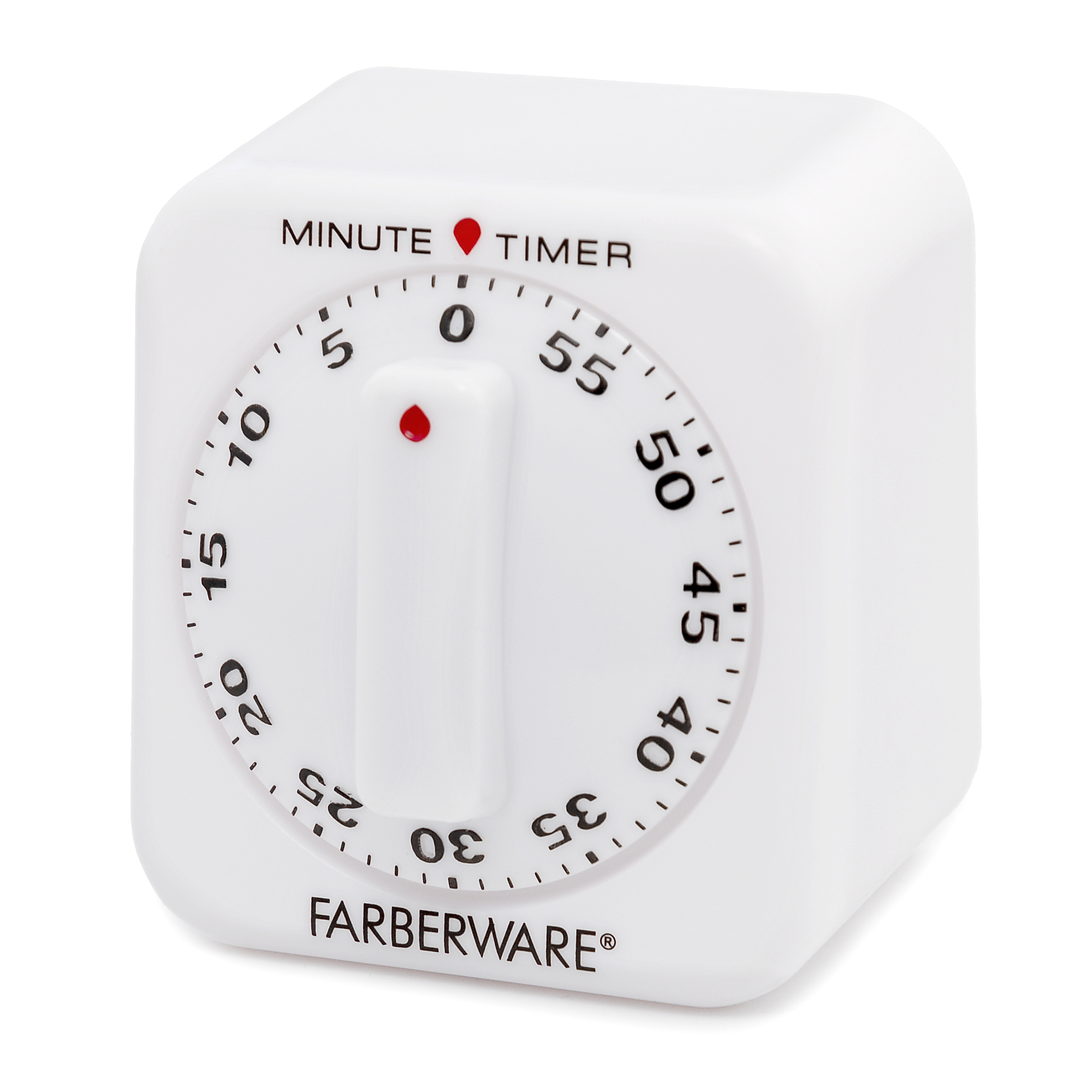
Temporizzatore (timer) da cucina

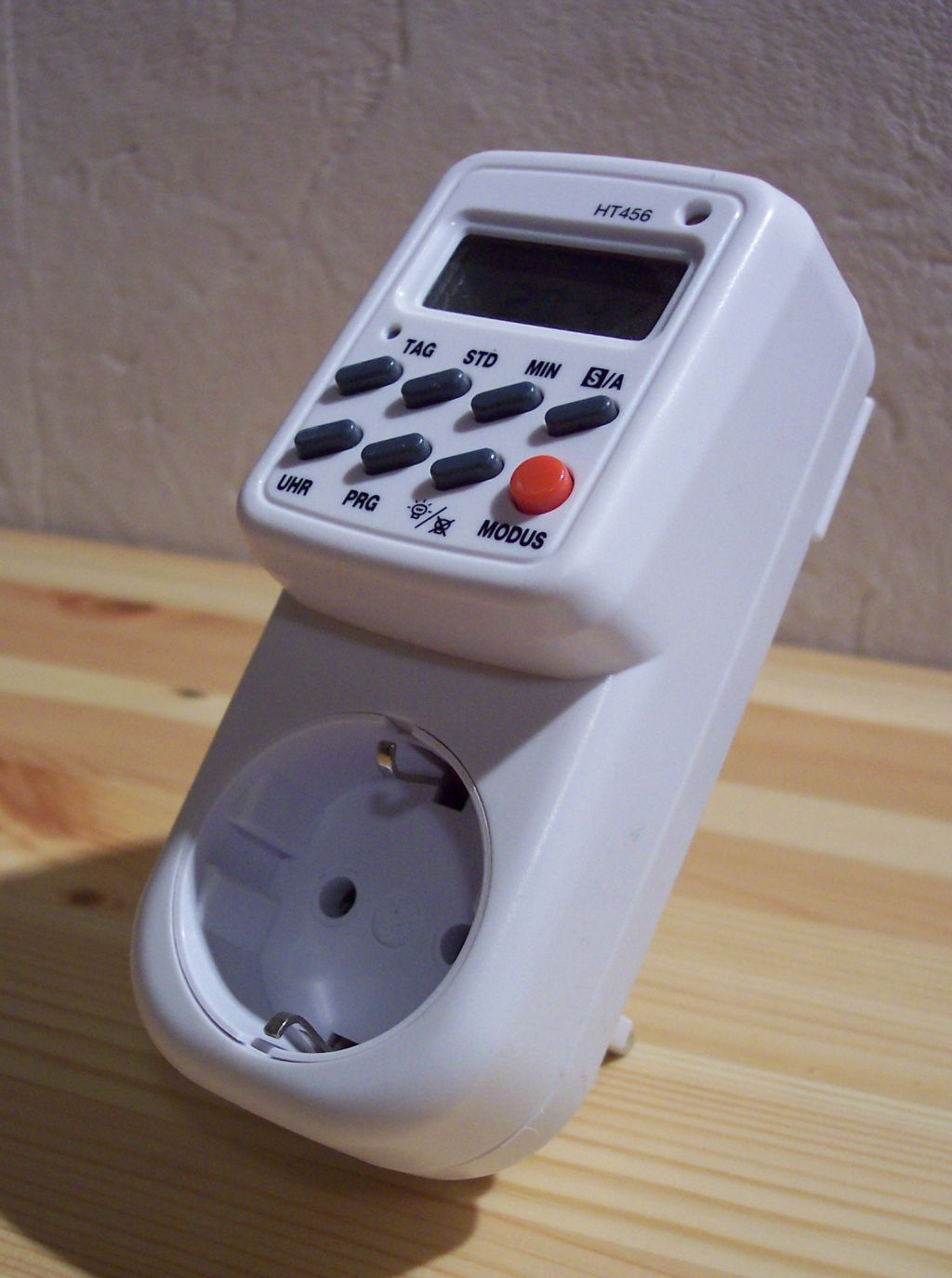
Temporizzatore elettronico digitale con presa

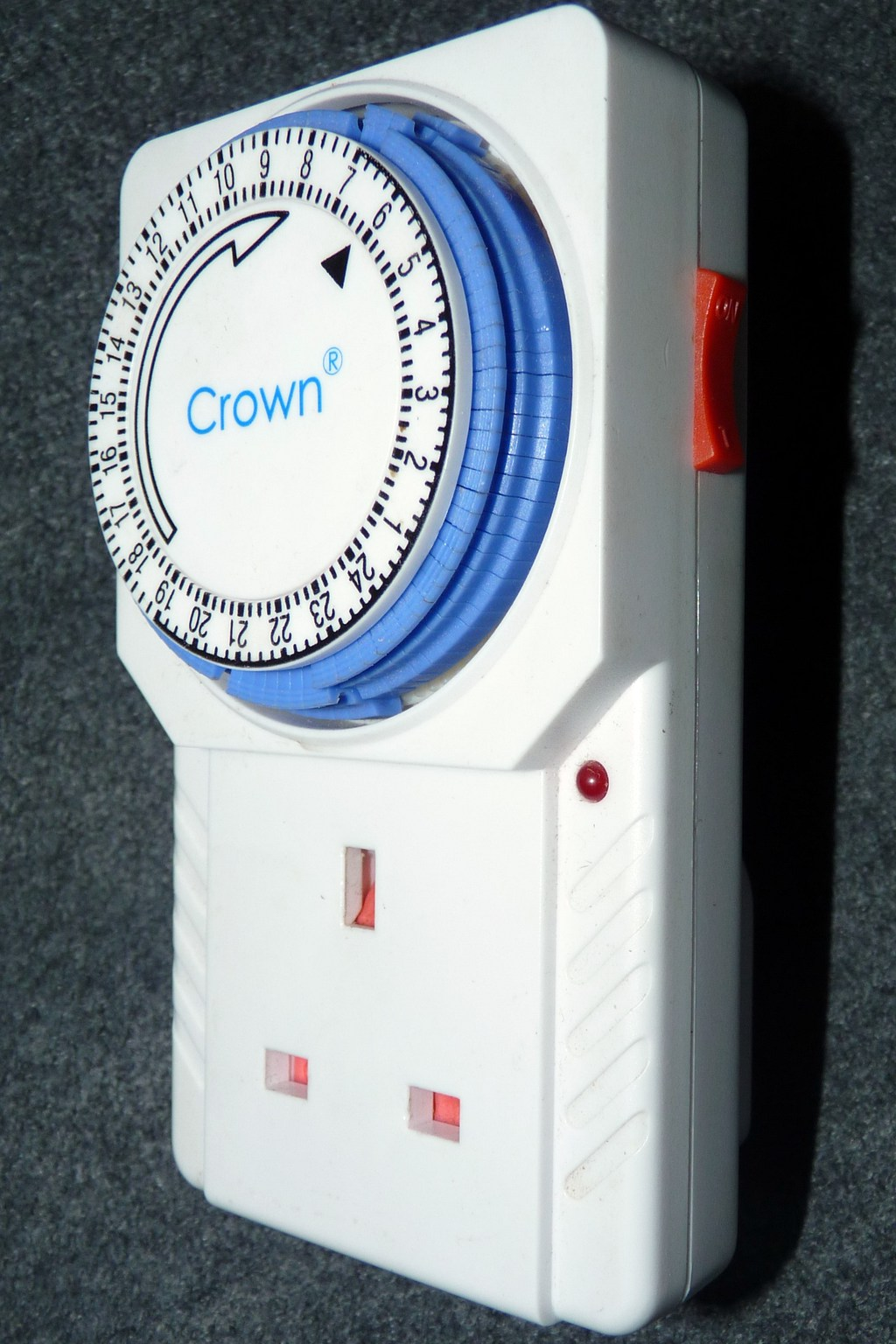
Temporizzatore elettromeccanico con presa

Il temporizzatore, spesso definito timer, è un dispositivo elettrico, elettronico, informatico o meccanico in grado di svolgere automaticamente una o più azioni a intervalli di tempo prefissati, consentendo l'entrata in funzione o l'arresto di apparecchi o congegni.

## Ambiti
Il temporizzatore può appartenere a diverse discipline o ambiti:
- Elettronico: dispositivo creato tramite componenti elettronici (non confondere con quello elettrico);
- Elettrico: dispositivo creato tramite una bobina che può essere ad eccitamento ritardato o a diseccitamento ritardato;
- Informatico: nell'ambito della programmazione, è un controllo che consente l'esecuzione di processi a specifici intervalli di tempo.

## Relè temporizzato
Il relè temporizzato è un particolare tipo di relè in grado di eccitarsi con un ritardo rispetto all'istante nel quale vengono alimentati (ritardo alla eccitazione) o in grado di diseccitarsi con ritardo rispetto al momento dell'interruzione dell'alimentazione (ritardo alla diseccitazione).

## Temporizzatore della luce delle scale
Altro tipo di temporizzatore è il temporizzatore della luce delle scale.